# St. Liborius (Eissen)

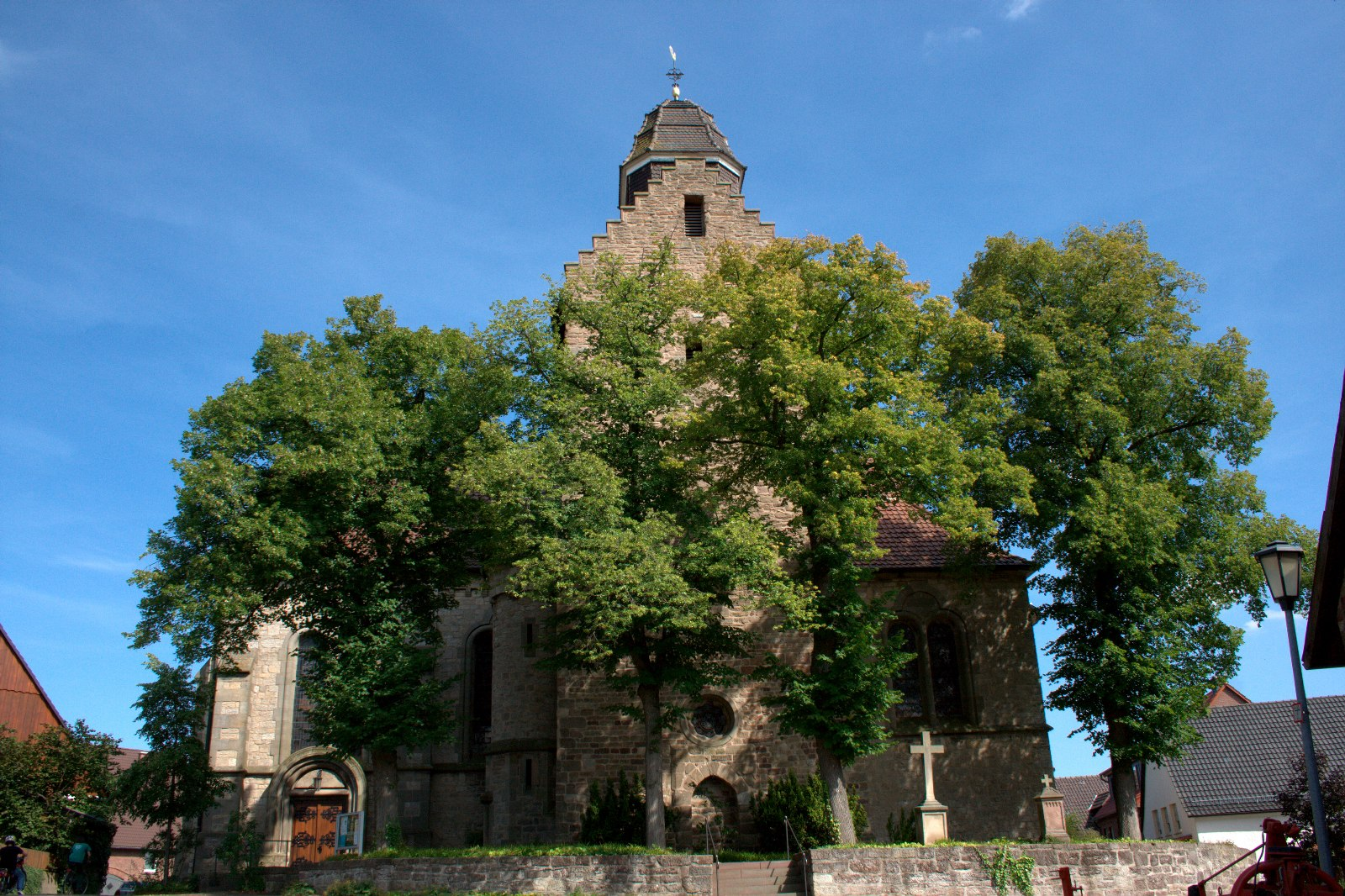
Westseite

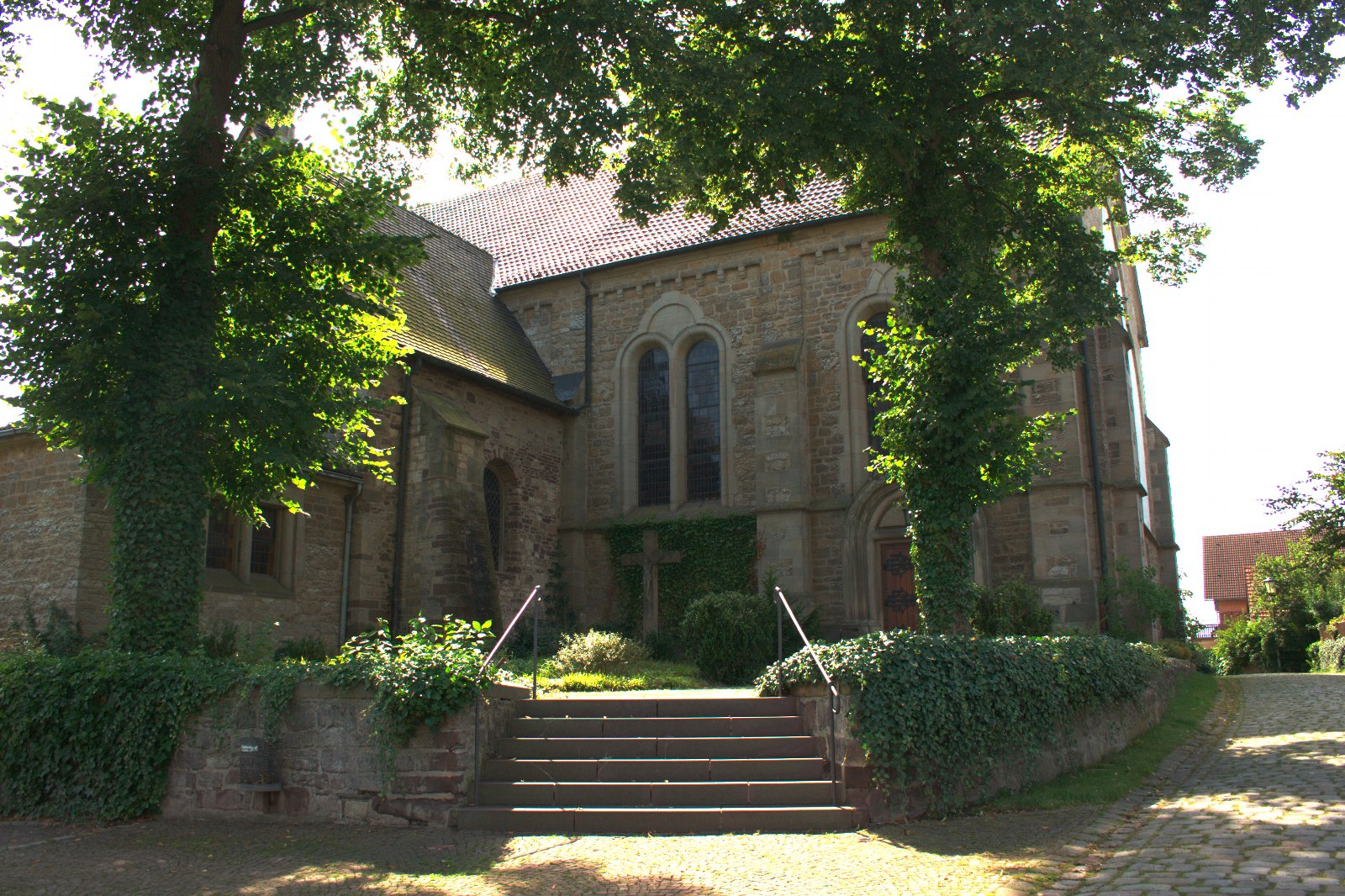
Ostportal

Die katholische Pfarrkirche St. Liborius ist ein denkmalgeschütztes Kirchengebäude in Eissen, einem Ortsteil von Willebadessen, im Kreis Höxter, in Nordrhein-Westfalen.
Erstmals urkundlich erwähnt wurde die Pfarre 1231. In den Neubau von 1912 bis 1914 wurden der Chor und der Westturm von der ehemaligen, kleineren romanischen Saalkirche übernommen. 1923 wurde die Kirche vom Weihbischof Heinrich Haehling von Lanzenauer geweiht.
Von der alten Ausstattung sind der Barockaltar von 1700 und Heiligenfiguren aus dem 18. Jahrhundert erhalten. Ein Gedenkstein vor der Kirche aus dem Jahr 1970 erinnert an den Bombenangriff auf Eissen am 1. April 1945.
Im Turm von St. Liborius hängen vier Glocken der renommierten Glockengießerei Otto aus Bremen-Hemelingen. Die Fa. Otto goss 1934 drei Glocken, von denen nur eine die Glockenvernichtung des Nazis überstanden hat. Nach dem Krieg wurden im Jahr 1947 zwei Bronzeglocken (d' - f') für St. Liborius und 1948/49 eine weitere Glocken h0.